# جی ام (وایومینگ)
جی ام (به انگلیسی: Jay Em) یک منطقهٔ مسکونی در ایالات متحده آمریکا است که در شهرستان گوشن، وایومینگ واقع شده‌است. جی ام ۱٬۳۹۹٫۰۵ متر بالاتر از سطح دریا واقع شده‌است.